# Kupferstichsammlung im Haus Breite Straße 12
Die „Kupferstichsammlung im Haus Breite Straße 12“ in Düsseldorf  wurde von dem Geheimen Medizinalrat Johann Gotthelf Leberecht Abel (1749–1822) angelegt.

## Sammlung
In dem für ihn erbauten Wohnhaus sammelte er Kupferstiche von Marcantonio Raimondi, Albrecht Dürer, Gérard Edelinck, Antoine Masson und von Pierre Drevet. Carl Heinrich August Mindel schrieb dazu:

„Außer ganz vollständigen Werken, als z.B. der Gallerie von Florenz aus dem Pallast Pitti; sodann jener des Palais royal, vormals dem Herzog von Orleans angehörend und noch verschiedenen Andern, bestehet die Sammlung in etwa 7 bis 8000 in Kupfer gestochenen einzelnen Blättern, welche mehrenteils nach italiänischen Meistern gestochen und hier in 36 Portefeuillen aufbewahrt sind. Darunter ist besonders Ein Portefeuile von Marco Antonio nach Raphael, eine beträchtliche Sammlung nach Nic. Poussin, eine dergleichen nach Rubens von alten Meistern, auch Kupferstiche und Holzschnitte von Albert Dürer zu bemerken. Die übrigen Portefeuillen sind nach den verschiedenen italiänischen Schulen geordnet. Ferner ist eine nicht unbeträchtliche Sammlung von Portraiten vorhanden, welche von französischen Kupferstechern des 17. Jahrhunderts, eines Gerh. Edelink, Masson, Drevet etc. gestochen sind. Sodann finden sich noch Landschaften alter Meister und ein Cahier von Originalzeichnungen aus den italiänischen Schulen. Außer den Stichen nach Rubens geht jedoch die niederländische Schule mehrentheils ab.“

Als Abel im Jahre 1822 verstarb, wurde das Haus an den Kaufmann Johann Diedrich Middendorf verkauft. Später gehörte das Haus dem Bankier Samuel Heinrich Prag, dann dem Bankier Leonhard Scheuer. Das Haus besteht nicht mehr.